# Quận Morrow, Oregon
Quận Morrow là một quận nằm trong tiểu bang Oregon và nằm về phía nam Sông Columbia. Quận được đặt tên theo tên của một trong các người da trắng định cư đầu tiên là Jackson L. Morrow. Ông là một thành viên lập pháp tiểu bang khi quận này được thành lập. Phân nữa Kho Hóa học Umatilla nằm bên trong quận. Năm 2000, dân số của quận là 10.996. Quận lỵ là Heppner.

## Lịch sử
Quận Morrow được thành lập ngày 15 tháng 2 năm 1884 từ phần phía tây của Quận Umatilla và một phần nhỏ phía đông của Quận Wasco. Heppner được chọn làm quận lỵ tạm thời vào lúc quận được thành lập và sau này giành được thắng lợi sát nút trước Lexington trong cuộc bầu cử năm 1887 để trở thành quận lỵ vĩnh viễn.

## Địa lý
Theo Cục điều tra dân số Hoa Kỳ, quận có tổng diện tích là 2.047 dặm vuông (5.307 km²) trong đó đất chiếm 2.031 dặm vuông (5.263 km²) và nước chiếm 16 dặm vuông (43 km²) hay 0,97%.

## Các cộng đồng

### Các thành phố hợp nhất
- Boardman
- Heppner
- Ione
- Irrigon
- Lexington

### Các cộng đồng chưa hợp nhấtvà nhữngnơi ấn định cho thống kê
- Eightmile
- Ruggs

### Các quận giáp ranh
- Quận Gilliam, Oregon - tây
- Quận Wheeler, Oregon - tây nam
- Quận Grant, Oregon - nam
- Quận Umatilla, Oregon - đông
- Quận Benton, Washington - bắc
- Quận Klickitat, Washington - tây bắc

## Giao thông
- Phi trường Boardman
- Phi trường Lexington